# سمير عيبود
سمير عيبود هو لاعب كرة قدم جزائري في مركز الوسط، ولد في 11 فبراير 1993 في الجزائر احترف في السعودية في نادي الساحل ونادي مضر.

## وصلات خارجية
- سمير عيبود على موقع قاعدة بيانات كرة القدم.إي يو (الإنجليزية)
- سمير عيبود على موقع Soccerway.com (الإنجليزية)